# Brandenburg (Aken)
Brandenburg is een gehucht in de Duitse gemeente Aken, deelstaat Noordrijn-Westfalen. Brandenburg ligt op de grens met België, ongeveer tien kilometer ten zuidoosten van de stad Aken, vlak bij Walheim. Door het plaatsje stroomt de Iterbach, die iets naar het oosten in de rivier de Inde stroomt.

## Geschiedenis
Tot de opheffing van het hertogdom Limburg hoorde Brandenburg tot de Limburgse hoogbank Walhorn. Net als de rest van het hertogdom werd Brandenburg bij de annexatie van de Zuidelijke Nederlanden door de Franse Republiek in 1795 opgenomen in het toen gevormde departement Ourthe. Toen bij de Vrede van Versailles de rest van het Duitstalige deel van de voormalige hoogbank aan België werd toegewezen bleef Brandenburg Duits.